# PCSI (Klasse)
Die PCSI-Klasse (classe préparatoire Physique, Chimie, Sciences de l'Ingénieur) ist eine der verschiedenen Erste-Jahr-Klassen der wissenschaftlichen Nach-Abitur-Klassen in Frankreich.

Es ist eine Verkürzerung von Physik-Chemie-Ingenieurwissenschaften (SI auf Französisch).

## Stunden pro Woche
Pro Woche haben die Schüler:
- 10 Stunden Mathematik
- 8 Stunden Physik
- 6 Stunden Chemie
- 4 Stunden Ingenieurwissenschaften (SI)
- 2 Stunden Französisch und Philosophie
- 2 Stunden Fremdsprache
- 4 Stunden Klassenarbeit
- 2 Stunden Mündliche Prüfung
- 1 Stunde Informatik
- TIPE (Travaux d'initiative personnelle encadrés = von persönliche Anstoß eingerahmten Arbeiten) im 2. Semester
- Wahlfach: 2 Stunden Zweite Fremdsprache
- 2 Stunden Sport

Im Dezember muss eine Wahl von den Schülern getroffen worden: entweder Physik- und Chemieunterricht oder SI-Unterricht wird verstärkt werden.